# マルセイユ消防大隊

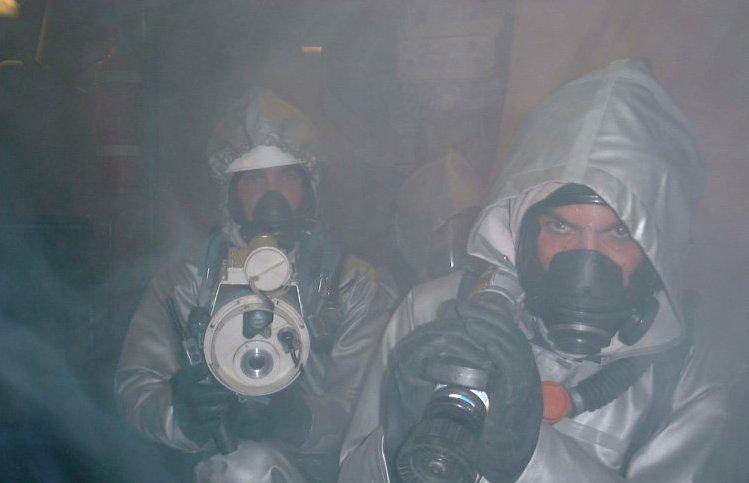
フリゲート艦内におけるマルセイユ消防大隊消防士の消火訓練

マルセイユ消防大隊（マルセイユしょうぼうだいたい、仏:Le Bataillon de Marins-Pompiers de Marseille）は、フランス海軍の大隊のひとつ。マルセイユ市における消防・救急活動を実施する消防組織である。消防部隊であり、フランス海軍と内務省およびマルセイユ市長の指揮を受ける。

## 概要
マルセイユ市とその周辺における
1. 消火活動
2. 救急自動車による救急搬送
3. 有毒性ガスに対する化学的対処
4. 災害救助
5. 警防活動
6. 浮流油防除活動
7. 海軍艦艇内の消火活動
8. マルセイユ港内における消火・救助活動
9. マルセイユ・プロヴァンス空港における消火・救助活動

## 歴史
1719年8月14日、フランス王室の命令によりマルセイユ海軍工廠消火大隊として創設された。1816年にはマルセイユ市内全域の消火活動を担当することになった。1838年に5個中隊の部隊になった。

## 編制
- 5個中隊
- 消防署　28
- 消防車　700台
- 消防艇　2隻
- マルセイユ消防大隊はマルセイユ警備隊として海軍提督（少将）が指揮官となっている。